# 練習生 (體育)
在籃球與棒球等球類運動中，協助處理練習雜務事項的人稱為練習生，練習生也有可能升為正式選手，以中華職棒為例，興農牛隊曾華偉、統一獅隊高政華、兄弟象隊王勁力等都是練習生出身。
練習生並不等於儲備選手或二軍球員。